# 格列恰納 (舊西尼亞瓦區)
49°41′30″N 27°36′5″E / 49.69167°N 27.60139°E

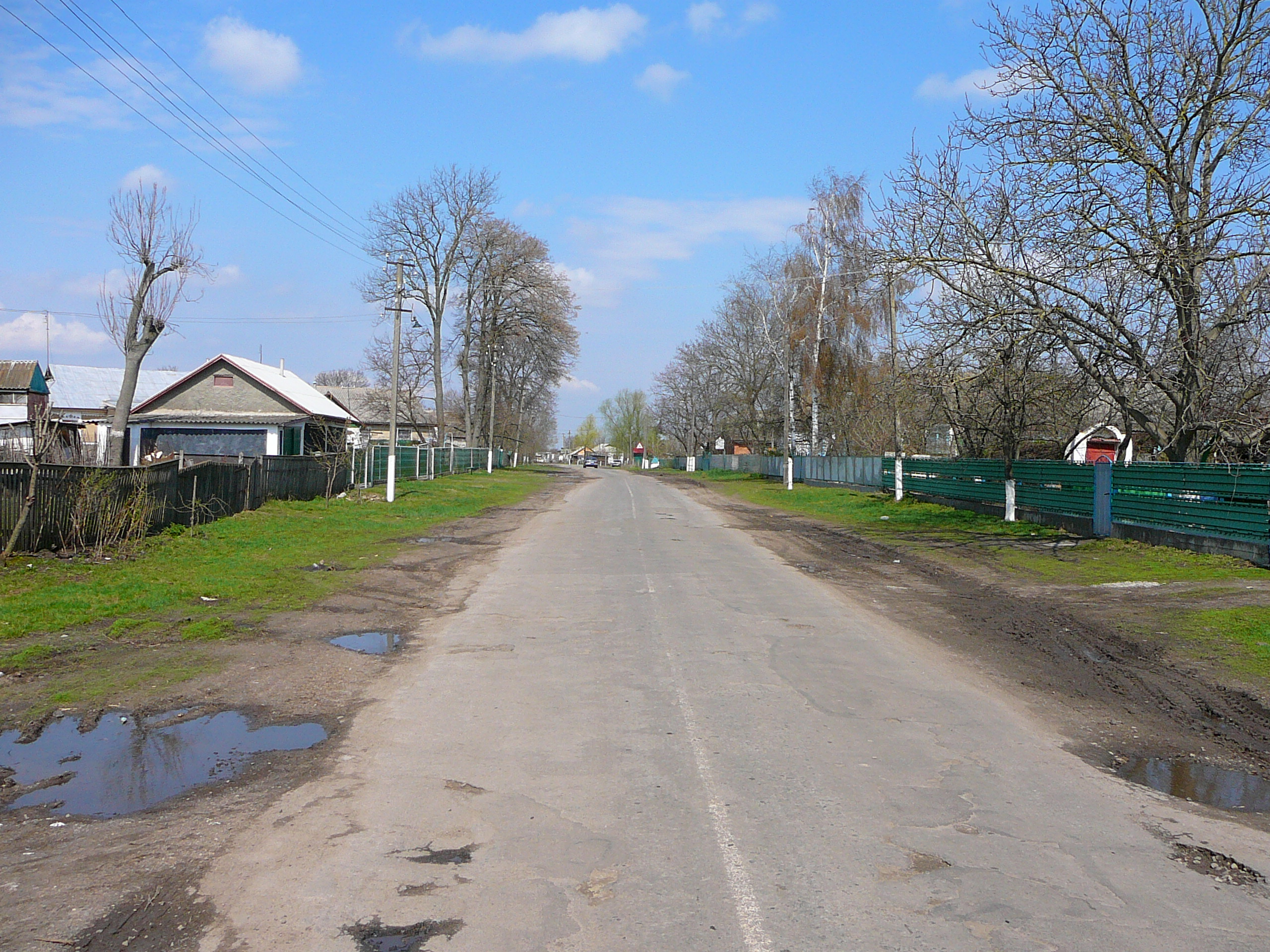

赫雷恰納（烏克蘭語：Гречана）是位於烏克蘭西部的村莊，由赫梅利尼茨基州裡赫梅利尼茨基區的舊西尼亞瓦市鎮負責管轄。該村始建於1765年，面積1.6平方公里，海拔高度300米，2001年人口611。